# Maria de Lourdes Santiago
Maria de Lourdes Santiago Negrón (Adjuntas, 13 de novembro de 1968) é uma política e advogada porto-riquenha, senadora e vice-presidente do Partido Independentista Portorriquenho. Em 2016, ele foi uma candidata para o Partido Independentista Portorriquenho nas eleições para o governador de Porto Rico, tornando-se a primeira mulher a aspirar a esta posição dentro do partido. Ele foi ratificado junto com seus companheiros partidários, Hugo Rodríguez pelo cargo de Comissário Residente em Washington DC, Denis Márquez Lebrón pela Câmara dos Deputados por acumulação e por Juan Dalmau pelo Senado também por acumulação.